# Gorban
Gorban es una comuna ubicada en el distrito de Iași, Rumania.

## Superficie
Cuenta con una superficie de 62,37 kilómetros cuadrados.

## Demografía
Hasta 2021 la población era de 2461 habitantes, con una densidad de población de 39,46 habitantes por kilómetro cuadrado.